# FC Shinnik Yaroslavl
El Shinnik Yaroslavl es un club de fútbol ruso de la ciudad de Yaroslavl en el Óblast de Yaroslavl. Fue fundado en 1957 y juega en la Primera División de Rusia.

## Uniforme
- Uniforme titular: Camiseta, pantalón y medias blancas.
- Uniforme alternativo: Camiseta azul con rayas negras, pantalón y medias negras.

## Palmarés

### Torneos nacionales
- Primera División de Rusia (2): 2001, 2007

## Participación en competiciones de la UEFA
| Temporada | Torneo             | Ronda | Club            | Casa | Visita | Global |
| --------- | ------------------ | ----- | --------------- | ---- | ------ | ------ |
| 1998      | UEFA Intertoto Cup | 1     | TPS             | 3–2  | 2–0    | 5–2    |
| 1998      | UEFA Intertoto Cup | 2     | Valencia        | 1–0  | 1–4    | 2–4    |
| 2004      | UEFA Intertoto Cup | 1     | Teplice         | 2–0  | 2–1    | 4–1    |
| 2004      | UEFA Intertoto Cup | 2     | União de Leiria | 1–4  | 1–2    | 2–6    |